# Zeleni liberalizam
Zeleni liberalizam naziv je za skup političkih uvjerenja koja objedinjuju klasične vrijednosti liberalizma s ekološkom svijesti i brigom za okoliš karakterističnom za zelene stranke (tzv. Zelena politika).
Zeleni liberali se najviše bore za slobodno tržište, visoke ekološke standarde, uporabu i primjenu obnovljive energije te plavo-zeleni savez (čistoću mora i kopna; osviještenost liberalnog i konzervativnog).
Glavna značajka zelenog liberalizma jest »okolišna politika«, odnosno mjere kojima se bez uskraćivanja zajamčenih ljudskih sloboda štiti okoliš i ne narušava prirodna ravnoteža.
Ovaj oblik liberalizma najveći odjek ima u Velikoj Britaniji, SAD-u i bivšim britanskim kolonijama (Australija, Kanada i Novi Zeland). Tako je najpoznatija i najutjecajnija politička stranka zelenog liberalizma Liberalna stranka Kanade.